# Myofasciális triggerpont

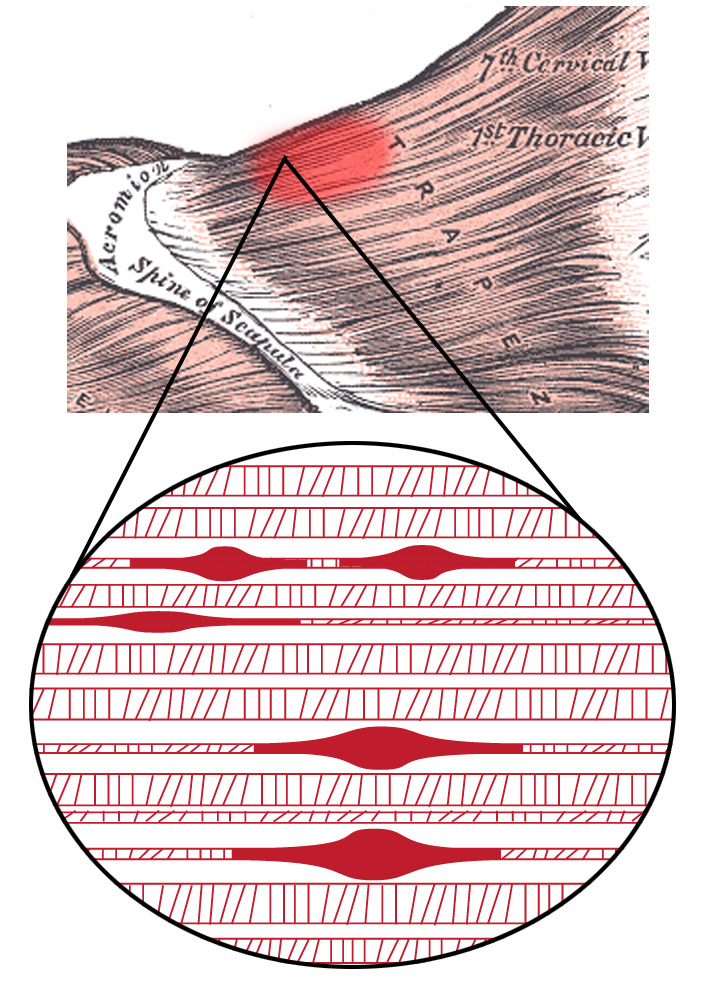
A triggerpont a trapézizomban

A myofasciális triggerpontokat, vagy röviden triggerpontokat, hiperirritábilis pontként írják le a vázizomban, amelyek feszes izomrost-sávokban tapinthatók. Ezek a pontok a tudományos közösségben vitatottak, mivel a jelenség pontos megértésére csak korlátozott mennyiségű adat áll rendelkezésre.
A küszöbérték-modell szerint a fájdalom gyakran helyi érzékenységet okoz, de ezen pontoktól távolabb is kisugározhat. Egyes szakemberek állítják, hogy jellegzetes, hivatkozott fájdalommintákat azonosítottak, amelyeknél a fájdalom egy adott pontban jelentkezik, de a kiváltó ok máshol, egy triggerponton található. A diagnosztikában különböző módszereket alkalmaznak a triggerpontok azonosítására.
A triggerpont helyi érzékenységet, kisugárzó fájdalmat válthat ki. A triggerpont nem azonos az izomgörccsel: míg az izomgörcs az egész izom összehúzódására utal, a triggerpont az adott izom egyes területeit helyezi feszültség alá.

## Jelek és tünetek
A „triggerpont” kifejezést 1942-ben Dr. Janet Travell publikálta:
- A vázizomban vagy a fasciában található érzékeny pont, melynek fájdalmát nem akut helyi trauma, gyulladás, degeneráció vagy fertőzés okozta.
- A fájdalmas pont csomóként vagy sávként tapintható az izomban. A triggerpont ingerlésekor fájdalom jelentkezhet helyben és kisugárzási területeken.
- A pont tapintása reprodukálja a beteg panaszait, és a fájdalom eloszlása jellemző az adott izomra.

## Kórélettan
A triggerpontok kialakulását számos tényező okozhatja, például akut vagy krónikus izomtúlterhelés, vagy más triggerpontok általi aktiválás.
A triggerpontok típusai:
- Aktív: Kisugárzó fájdalmat okoz a hozzá tartozó tipikus területekre.
- Latens (rejtett): Önmagában nem okoz fájdalmat, de nyomásra érzékeny.
- Szatellit: Az aktív triggerpont környezetében, a szinergista izmokban jelenik meg.

## Kezelés
A triggerpontok kezelésével foglalkozó szakemberek:
- Orvosok (reumatológus, neurológus)
- Fizioterapeuták (gyógytorna, gyógymasszázs, manuálterápia)
- Fizikoterapeuták (ultrahang, lézer, elektroterápia)

A manuális terápia (manuálterapeuta, gyógytornász, gyógymasszőr) sikere nagymértékben függ a terapeuta képzettségétől. Ha a triggerpontokat túl rövid ideig nyomják, aktiválódhatnak vagy aktívak maradhatnak; túl hosszú vagy erős nyomás esetén irritáció léphet fel.